# Eric Van Zele
Eric Hélène Victor Sophia Van Zele (Eeklo, 19 mei 1948) is een Belgisch bedrijfsleider, bestuurder en ondernemer.

## Levensloop
Eric Van Zele studeerde in 1972 af als burgerlijk ingenieur aan de Katholieke Universiteit Leuven. Van 1972 tot 1999 was hij werkzaam bij het Amerikaanse Raychem, waar hij verschillende functies bekleedde, waaronder corporate vicepresident en lid van het directiecomité. In 2000 keerde hij terug naar België als algemeen directeur van telecommunicatiebedrijf Telindus, waar hij later ook CEO werd. Van 2003 tot 2008 was Van Zele CEO van transformatorengroep Pauwels Trafo (later CG Power) en van 2008 tot 2009 managing director bij Avantha Holding. In 2009 werd hij in opvolging van Martin De Prycker CEO van technologiebedrijf Barco, waar hij reeds sinds 1999 bestuurder was. In 2016 volgde Jan De Witte hem op. Hij bleef nog bestuurder van Barco tot 2017.
Van 2003 tot 2021 was hij tevens voorzitter van Reynaers Aluminium en sinds 2017 is hij voorzitter van het E17-ziekenhuisnetwerk. Ook in 2017 werd hij voorzitter van het noodlijdende technologiebedrijf Option, dat hij tot Crescent omvormde en financieel kapitaal verstrekte. Ook is hij sinds 2017 bestuurder van weefgetouwenbouwer Vandewiele.

## Onderscheidingen
In januari 2013 riep Trends Van Zele uit tot Manager van het Jaar 2012. Datzelfde jaar ontving hij tevens de prijs ICT Personality of the Year.